# Indefinitpronomen
In der Grammatik bilden Indefinitpronomen (auch -pronomina; deutsch: unbestimmte Fürwörter) eine Untergruppe der Pronomen. Sie werden in derselben Bedeutung oft auch kurz Indefinita genannt, obwohl diese Bezeichnung ansonsten eine weitere Bedeutung hat.
Die Funktion der Indefinitpronomen ist meist analog zu der einer Nominalphrase mit unbestimmtem (indefiniten) Artikel, nur dass sie keine zusätzliche Beschreibung einführen. Sie können zum bloßen Verweis auf Individuen dienen, deren Identität (noch) nicht näher bestimmt ist (z. B. jemand), oder sie werden zur Angabe einer unbestimmten Anzahl von Individuen bzw. zu einer Existenzaussage über Individuen verwendet (Quantifikation) (niemand, mancher, jeder etc.).
Indefinitpronomen können grammatisch Singular oder Plural sein, oft unabhängig von der tatsächlichen Anzahl der gemeinten Individuen (z. B. „keiner“ im Singular und „keine“ im Plural bezeichnen beide die Anzahl Null, vgl. auch jeder (Sg.) und alle (Pl.)). Manche Indefinitpronomen können selbst für Genus flektiert werden; auch wo dies nicht der Fall ist, werden Indefinitpronomina oft mit dem Maskulinum verbunden (z. B. „jemand, der so etwas schreibt“), ohne dass dies mit dem natürlichen Geschlecht der in Frage kommenden Individuen übereinstimmen muss.

## Abgrenzungen

### Abgrenzung von Personalpronomina
Im Gegensatz zu Personalpronomina und zu generalisierenden Pronomina wie man können Indefinitpronomina keine referenzielle Identität herstellen, d. h., sie können sich nicht auf ein und denselben Referenten innerhalb eines Textes wiederholt beziehen (Bezug auf den gleichen Referenten wird durch Verwendung desselben Index „i“ symbolisiert):
```
Sie
i
 weiß, was sie
i
 will.
 (Referent der beiden Vorkommen von „sie“ ist identisch)

Man
i
 weiß, was man
i
 will.
 (identische Referenz der beiden Vorkommen von „man“)

Jemand
i
 weiß, was jemand
k
 will.
 (Referent i ist nicht identisch mit Referent k)
```

### Abgrenzung von indefiniten Adverbien
Pronomina zeichnen sich dadurch aus, dass sie dieselben Merkmale wie Substantive tragen können, also Kasus, Numerus und Genus. Daher sind sie von indefiniten Adverbien abzugrenzen, nämlich Formen wie irgendwo, irgendwie, irgendwann etc. Diese sind ebenso Adverbien wie die einfachen Formen wo, wie, wann, haben jedoch zugleich auch einen indefiniten Charakter, der sich an Umschreibungen mithilfe von Indefinitpronomen zeigt wie: an irgendeiner Stelle, auf irgendeine Weise, zu irgendeiner Zeit.

## Indefinitpronomina der deutschen Sprache
Je nach grammatischer Schule werden im Deutschen Indefinitpronomina in einem weiteren oder engeren Sinne definiert.

### Indefinitpronomina im engeren Sinne
Charakteristisch für diese Pronomina ist, dass ihre unspezifische Grundbedeutung jeweils mit dem Präfix irgend- verstärkt werden kann; eine Ausnahme ist die Konstruktion wer/was auch immer, die nur als indefinites Relativpronomen in einem untergeordneten Nebensatz fungiert. In der deutschen Standardsprache und Umgangssprache gibt es verschiedene Formen, die nach Numerus sowie nach der Kategorie animat und inanimat unterschieden werden. Beim Genus fällt auf, dass es oft keine speziellen femininen Formen gibt:
|                 | animat         | animat         | inanimat       | Plural         |
|                 | maskulin       | feminin        | neutrum        | Plural         |
| --------------- | -------------- | -------------- | -------------- | -------------- |
| Standardsprache | (irgend)jemand | (irgend)jemand | (irgend)etwas  | (irgend)welche |
| Umgangssprache  | (irgend)wer    | (irgend)wer    | (irgend)was    | (irgend)welche |
| Umgangssprache  | (irgend)einer  | (irgend)eine   | (irgend)ein    | (irgend)welche |
| Relativpronomen | wer auch immer | wer auch immer | was auch immer | ---            |

Das Pronomen ein- kann je nach Kontext auch als Numerale aufgefasst werden:
- Eines der Autos parkt falsch. (Indefinitpronomen)
- Ein Auto parkt falsch. (Zahlwort)
- Er hat sie in einem Auto wegfahren sehen. (unbestimmter Artikel)

Generische Maskulina
Einige substantivisch gebrauchte Indefinitpronomina weisen Merkmale von generischen Maskulina auf. Die Kongruenzregeln erfordern in diesem Falle, obwohl die Indefinitpronomina kein Genus haben, die Verwendung maskuliner Personalpronomina:
- wer, irgendwer:

wer nie sein Brot mit Tränen aß
- jeder, jedweder, jeglicher, jedermann
  - Jeder, der mitmacht, ist willkommen.
  - Jedwedem, der seinen Führerschein mitbringt, ist die Teilnahme erlaubt.
  - jeglicher, der im Heer auszieht (4. Mose 1,32)
  - Erscheint es als Hammel, dann nöthigt es jedermann, dem es begegnet, auf ihm zu reiten […][3]

- keiner, mancher
  - Sie kennt keinen, mit dem sie tauschen möchte.
  - Mancher kennt sein Ziel. (Milva)

- meinesgleichen, deinesgleichen usw., unsereiner
  - Deinesgleichen hat für seinen Unterhalt noch nie gearbeitet.
  - Unsereiner kennt sein Land.

Bei jemand und niemand beschreibt die Duden-Grammatik neben dem generisch maskulinen Gebrauch auch einen femininen:
- Sie ist jemand, der/die nicht so schnell aufgibt.
- Die Nachbarin ist niemand, mit dem/der ich reden kann.

Das generalisierende Pronomen man zeigt dasselbe Verhalten wie die obigen Indefinita:
Man hat sein Glück nicht gemacht, vermag man nicht, es zu geniessen.

### Indefinitpronomina im weiteren Sinne
Im weiteren Sinne werden von manchen Grammatiken auch folgende Pronomina zu den Indefinitpronomina gezählt, die meistens Mengenverhältnisse bestimmen und schon daher keine Identität herstellen können:
- die Frequenzpronomina kein-, manch- und niemand
- die Pluralpronomina einige, ein paar, etliche, etwelche (veraltet), mehrere, viele und wenige für zählbare Mengen
- die Singularpronomina ein bisschen, nichts, viel, (ein) wenig.
- die Frequenzpronomina jed-, jedwed-, jedermann,
- die Pluralpronomina alle, allesamt, beide und sämtliche, sowie
- ihre Singular-Varianten alles und beides.

Manchmal können solche Wörter auch als Substantive aufgefasst und großgeschrieben werden:
- Sie kümmerte sich nicht um die Vielen, die anderer Meinung waren.
- Er wartete immer noch auf die Eine, die ihn glücklich machen sollte.

Ein besonderer Fall sind außerdem noch Pronomina wie so jemand, so etwas, solch- und -gleichen (z. B. meinesgleichen), die zum einen deiktisch sind und zum anderen nicht auf einzelne kontextuelle Referenten, sondern auf Arten oder Typen verweisen.

## Indefinitpronomina in anderen Sprachen

### Lateinische Indefinitpronomina
Im Lateinischen sind die wichtigsten Indefinitpronomen:
- quisquam, quicquam
- ullus, -a, -um
- aliqui,-qua, -quod
- aliquis, aliquid
- quidam, quaedam, quoddam
- quivis, quaevis, quivis
- quisque

Teilweise werden diese im substantivischen und adjektivischen Gebrauch unterschieden.

### Englische Indefinitpronomina
Die englische Sprache unterscheidet folgende Pronomina mit indefiniter Grundbedeutung:
| Singular         | Singular  | Plural |
| animat           | inanimat  | Plural |
| ---------------- | --------- | ------ |
| someone/somebody | something | some   |
| anyone/anybody   | anything  | any    |
| whoever          | whatever  | ---    |

### Französische Indefinitpronomina
Grundlage französischer Indefinitpronomina ist das Adjektiv quelque. Auch hier wird im Singular zwischen animat und inanimat unterschieden:
|          | animat       | animat        | inanimat        |
|          | maskulin     | feminin       | inanimat        |
| -------- | ------------ | ------------- | --------------- |
| Singular | quelqu’un    | quelqu’une    | quelque chose   |
| Plural   | quelques-uns | quelques-unes | quelques choses |